# Хуахунская помарея
Хуахунская помарея, или пятнистобрюхая помарея (лат. Pomarea iphis) — вид птиц из семейства монархов (Monarchidae). Является эндемиком Французской Полинезии. Его естественными местами обитания являются субтропические или тропические сухие леса, субтропические или тропические влажные низменные леса, субтропические или тропические влажные кустарники и плантации.

## Систематика
В 2012 году бывший подвид (Pomarea iphis fluxa) был переклассифицирован, как Pomarea fluxa.

## Распространение и популяция
Хуахунская помарея является эндемиком Маркизских островов, входящих в состав Французской Полинезии, её ареал ограничен островом Уа-Хука. В 1998 году орнитологическое исследование показало, что на Уа-Хука проживало от 500 до 1200 пар. Это соответствует примерно 2—5 парам на гектар.

## Экология
На острове Уа-Хука, который до сих пор покрыт лесом до 30 %, размножающиеся птицы обычно остаются на высоте 30—650 м над уровнем моря. Не размножающихся птиц можно найти на высоте 840 м. Предпочтительным местом обитания хуахунской помареи являются тропические леса на юге острова и низменные сухие леса с пизонией (Pisonia grandis) на восточном побережье. Она перемещается в густом кустарнике, подбирает насекомых из ветвей или преследует их в тёмных, тенистых областях под кроной густых кустарников. Гнездо строит на высоких деревьях на высоте от трёх до пятнадцати метров. В кладке обычно два яйца.

## Внешние ссылки
- BirdLife Species Factsheet.